# CR103 (Luxemburg)
De CR103 (Chemin Repris 103) is een verkeersroute in Luxemburg tussen Sprinkange (N5 E44) en Kopstal (N12). De route heeft een lengte van ongeveer 18,5 kilometer.

## Routeverloop
De route begint in Sprinkange in aansluiting met de N5 E44 en gaat vervolgens richting het zuidoosten om door Bettange-sur-Mess heen te gaan. Hierna buigt de route naar het noorden af naar de plaats Dippach waar het wederom de N5 E44 tegenkomt. Na Dippach daalt de route ruim 60 meter in hoogte om in Holzem over de rivier de Mamer heen te gaan. Tot aan Capellen blijft de route richting het noorden gaan. In Capellen wordt bij het station Capellen met een spoorwegovergang de spoorlijn Luxemburg - Kleinbettingen gekruist. En iets verder op in de plaats de N6. Na Capellen gaat de route richting het noordoosten naar Kehlen en daarna naar het oosten om bij Kopstal te eindigen op de N12.
In Kehlen is de route voor een klein stukje ingericht als een eenrichtingsverkeersweg.
Oorspronkelijk was de route 500 meter langer. De route begon oorspronkelijk in Schouweiler in aansluiting met de CR106 en ging via de Rue de l'Eglise naar de N5 E44 toe. Tegenwoordig gaat de CR106 via de Rue de l'Eglise en niet via de Rue de la Résistance.

## Plaatsen langs de CR103
- Sprinkange
- Bettange-sur-Mess
- Dippach
- Holzem
- Capellen
- Olm
- Kehlen

## CR103a
De CR103a is een verbindingsweg tussen Olm en Nospelt. De ongeveer 2,3 kilometer lange route verbindt de CR103 in Olm met de CR104 en CR104a in Nospelt.
CR101 ·
CR102 ·
CR103 ·
CR104 ·
CR105 ·
CR106 ·
CR107 ·
CR108 ·
CR109 ·
CR110 ·
CR111 ·
CR112 ·
CR113 ·
CR114 ·
CR115 ·
CR116 ·
CR117 ·
CR118 ·
CR119 ·
CR120 ·
CR121 ·
CR122 ·
CR123 ·
CR124 ·
CR125 ·
CR126 ·
CR127 ·
CR128 ·
CR129 ·
CR130 ·
CR131 ·
CR132 ·
CR133 ·
CR134 ·
CR135 ·
CR136 ·
CR137 ·
CR138 ·
CR139 ·
CR140 ·
CR141 ·
CR142 ·
CR143 ·
CR144 ·
CR145 ·
CR146 ·
CR147 ·
CR148 ·
CR149 ·
CR150 ·
CR151 ·
CR152 ·
CR153 ·
CR154 ·
CR155 ·
CR156 ·
CR157 ·
CR158 ·
CR159 ·
CR160 ·
CR161 ·
CR162 ·
CR163 ·
CR164 ·
CR165 ·
CR166 ·
CR167 ·
CR168 ·
CR169 ·
CR170 ·
CR171 ·
CR172 ·
CR173 ·
CR174 ·
CR175 ·
CR176 ·
CR177 ·
CR178 ·
CR179 ·
CR180 ·
CR181 ·
CR182 ·
CR183 ·
CR184 ·
CR185 ·
CR186 ·
CR187 ·
CR188 ·
CR189 ·
CR190
CR200 ·
CR201 ·
CR202 ·
CR203 ·
CR204 ·
CR205 ·
CR206 ·
CR207 ·
CR208 ·
CR210 ·
CR211 ·
CR212 ·
CR213 ·
CR215 ·
CR216 ·
CR217 ·
CR218 ·
CR219 ·
CR220 ·
CR221 ·
CR222 ·
CR223 ·
CR224 ·
CR225 ·
CR226 ·
CR227 ·
CR228 ·
CR229 ·
CR230 ·
CR231 ·
CR232 ·
CR233 ·
CR234
CR301 ·
CR302 ·
CR303 ·
CR304 ·
CR305 ·
CR306 ·
CR307 ·
CR308 ·
CR309 ·
CR310 ·
CR311 ·
CR312 ·
CR313 ·
CR314 ·
CR315 ·
CR316 ·
CR317 ·
CR318 ·
CR319 ·
CR320 ·
CR321 ·
CR322 ·
CR323 ·
CR324 ·
CR325 ·
CR326 ·
CR327 ·
CR328 ·
CR329 ·
CR330 ·
CR331 ·
CR332 ·
CR333 ·
CR334 ·
CR335 ·
CR336 ·
CR337 ·
CR338 ·
CR339 ·
CR340 ·
CR341 ·
CR342 ·
CR343 ·
CR344 ·
CR345 ·
CR346 ·
CR347 ·
CR348 ·
CR349 ·
CR350 ·
CR351 ·
CR352 ·
CR353 ·
CR354 ·
CR355 ·
CR356 ·
CR357 ·
CR358 ·
CR359 ·
CR360 ·
CR361 ·
CR362 ·
CR364 ·
CR365 ·
CR366 ·
CR367 ·
CR368 ·
CR369 ·
CR370 ·
CR371 ·
CR372 ·
CR373 ·
CR374 ·
CR375 ·
CR376 ·
CR377 ·
CR378 ·
CR379
Routes die cursief vermeld staan, zijn voormalige routes.